# Гленко (Алабама)
Гленко (англ. Glencoe) — місто (англ. city) в США, в округах Етова і Калгун штату Алабама. Населення — 5372 особи (2020).

## Географія
Гленко розташоване за координатами 33°56′22″ пн. ш. 85°56′4″ зх. д. / 33.93944° пн. ш. 85.93444° зх. д. (33.939389, -85.934313).  За даними Бюро перепису населення США в 2010 році місто мало площу 44,07 км², з яких 43,86 км² — суходіл та 0,21 км² — водойми.

## Демографія
Згідно з переписом 2010 року, у місті мешкало 5160 осіб у 2129 домогосподарствах у складі 1488 родин. Густота населення становила 117 осіб/км².  Було 2270 помешкань (52/км²).
Расовий склад населення:
| - 96,5 % — білих - 1,3 % — чорних або афроамериканців - 0,5 % — азіатів - 0,3 % — корінних американців |

До двох чи більше рас належало 1,1 %. Частка іспаномовних становила 0,8 % від усіх жителів.
За віковим діапазоном населення розподілялося таким чином: 21,2 % — особи молодші 18 років, 61,6 % — особи у віці 18—64 років, 17,2 % — особи у віці 65 років та старші. Медіана віку мешканця становила 42,7 року. На 100 осіб жіночої статі у місті припадало 96,0 чоловіків;  на 100 жінок у віці від 18 років та старших — 94,7 чоловіків також старших 18 років.
Середній дохід на одне домашнє господарство  становив 55 255 доларів США (медіана — 46 691), а середній дохід на одну сім'ю — 65 660 доларів (медіана — 53 927). Медіана доходів становила 53 283 долари для чоловіків та 34 670 доларів для жінок. За межею бідності перебувало 11,1 % осіб, у тому числі 6,0 % дітей у віці до 18 років та 7,4 % осіб у віці 65 років та старших.
Цивільне працевлаштоване населення становило 1989 осіб. Основні галузі зайнятості: освіта, охорона здоров'я та соціальна допомога — 27,1 %, виробництво — 24,2 %, будівництво — 8,8 %, фінанси, страхування та нерухомість — 7,5 %.